# 伯德那
伯德那，蒙古帝国西域板勒纥（巴里黑城，今阿富汗巴尔赫）人。
1220年，成吉思汗铁木真攻打西域花剌子模王朝，伯德那率领全族归附蒙古。事奉親王旭烈兀，被任命为河東民賦副总管，于是定居河中猗氏縣（今山西临猗縣），後迁居解州。死后追贈榮祿大夫、宣徽使、柱國、芮國公。其子察罕。

## 传記資料
- 《元史》卷137 列传第二十四
- 《新元史》卷199 列传第九十六